# Fasouri Watermania
Fasouri Watermania – największy (100 000 m²) cypryjski park wodny (aquapark) na przedmieściach Limassolu.